# فيليب براتباك
فيليب براتباك (بالنرويجية البوكمول: Filip Brattbakk)‏ هو لاعب كرة قدم نرويجي في مركز الهجوم، ولد في 24 أبريل 2000 في كوبنهاغن في مملكة الدنمارك. لعب مع نادي روسنبورغ.

## وصلات خارجية
- فيليب براتباك على موقع اتحاد النرويج (النرويجية)
- فيليب براتباك على موقع قاعدة بيانات كرة القدم.إي يو (الإنجليزية)
- فيليب براتباك على موقع Soccerbase.com (لاعب) (الإنجليزية)
- فيليب براتباك على موقع Soccerway.com (الإنجليزية)